# Brochosoom

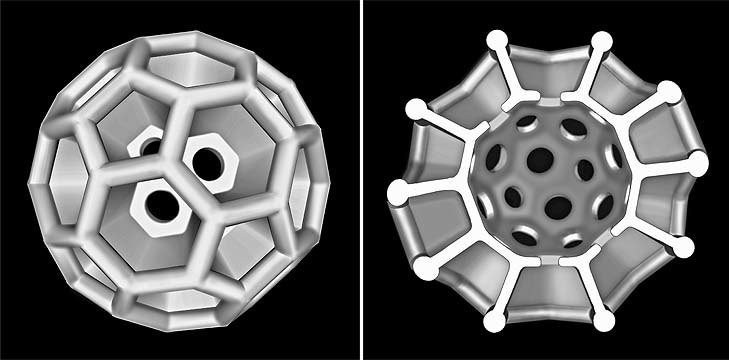
Een model van en brochosoom met links een doorsnede.

Een brochosoom is een microscopisch kleine organische structuur die gevonden wordt bij bepaalde insecten, met name cicaden uit de familie dwergcicaden (Cicadellidae). Brochosomen zijn kleine korreltjes die door het lichaam worden aangemaakt en worden afgescheiden in een vloeistof aan het achterlijf van het insect. Ze worden vervolgens door de poten over het lichaam uitgesmeerd en vormen zo een waterafstotende laag. Hierdoor wordt voorkomen dat het lichaam van de cicade plakkerig wordt als het dier zijn kleverige, suikerrijke afscheiding afgeeft. Cicaden zijn namelijk planteneters die de plantensappen opzuigen, de eiwitten worden opgenomen maar de suikers worden weer uitgescheiden in de vorm van honingdauw, net zoals bladluizen.
Brochosomen dienen vermoedelijk ook om het lichaam te beschermen tegen uitdroging, UV-straling en verschillende pathogenen als schimmels en sommige vijanden.

## Afbeeldingen

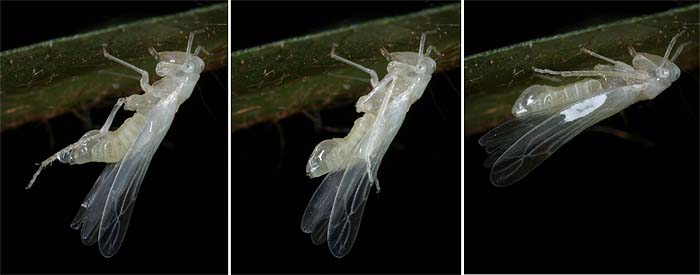
Een net vervelde cicade geeft een druppel af (links) en smeert deze uit (midden en rechts).
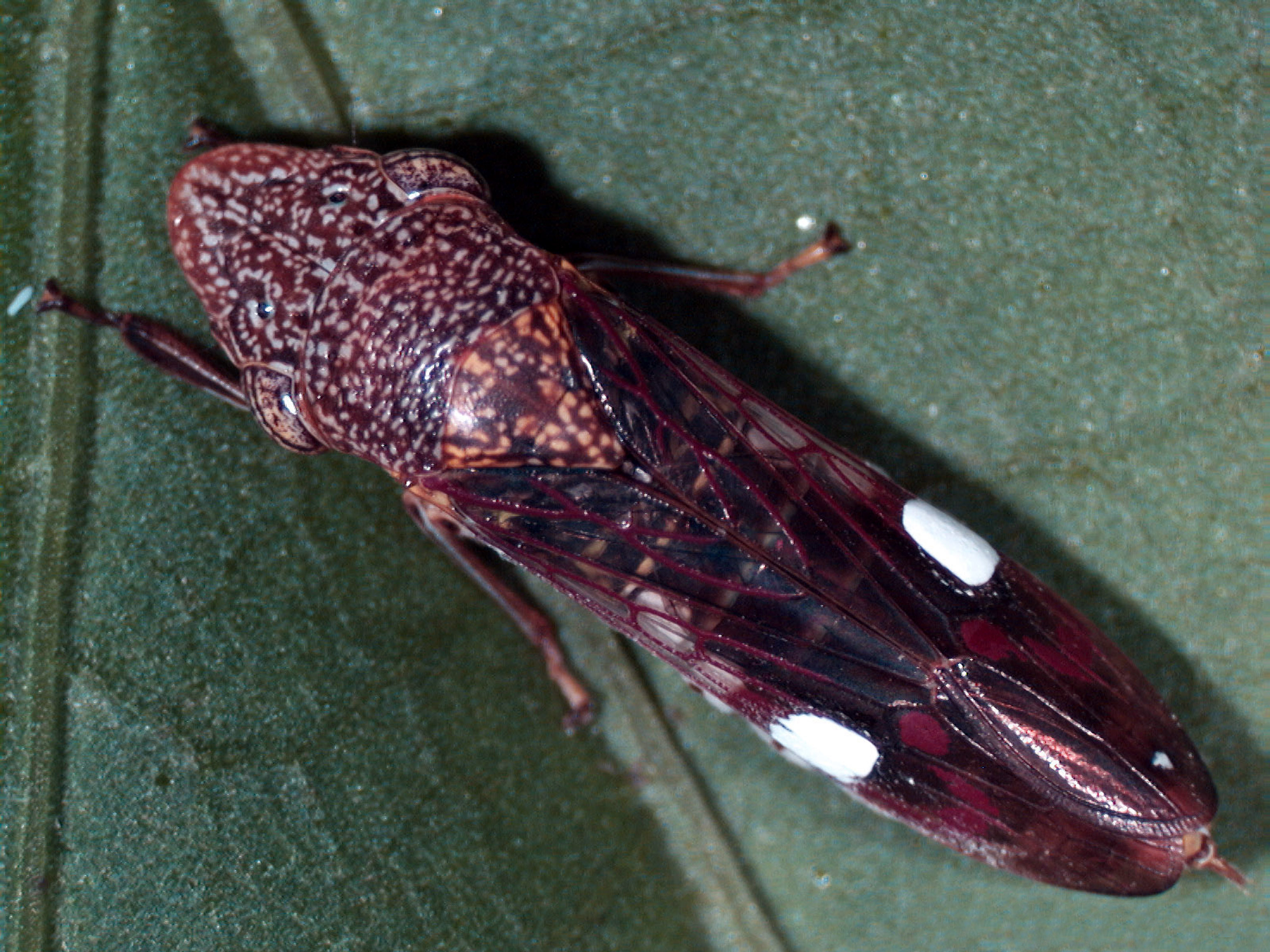
Homalodisca vitripennis is een dwergcicade.